# Mieczysław Kozar-Słobódzki
Mieczysław Kozar-Słobódzki (ur. 1 stycznia 1884 w Chocinie koło Kałusza, zm. 3 stycznia 1965 w Świdnicy) – nauczyciel, kompozytor.
Uczył się w Kołomyi i Stanisławowie, studiował we Lwowie. Podczas I wojny w armii austriackiej, potem w I Brygadzie. Organizował pierwszą polską szkołę w Świdnicy (obecnie I Liceum) w latach 1945–1946, usunięty ze stanowiska za legionową przeszłość.
W Świdnicy kręcony był film o Kozarze-Słobódzkim pt. Kozar.

## Piosenki
- Białe róże (Rozkwitały pąki białych róż)
- Maszerują chłopcy, maszerują
- Bajka
- Piosenka o Świdnicy